# Farmers Bank Building (Pittsburgh)
El Farmers Bank Building era un rascacielos de 27 pisos y 105 m en la ciudad de Pittsburgh, la segunda más poblada de Pensilvania  (Estados Unidos). Fue terminado en 1902 y demolido el 25 de mayo de 1997. Fue construido en estilo Beaux Arts 1903 y tenía 24 pisos. En 1960 fue objeto de una rehabilitación fallida.
Rockwell International fue propietario del edificio a partir de mediados de la década de 1960 y lo utilizó como su sede mundial. Lo vendió a principios de 1972 y se trastió a la U.S. Steel Tower.
El edificio fue volado por Controlled Demolition, Inc. en la tarde del 25 de mayo de 1997. En su lugar, se construyó una tienda departamental de poca altura llamada Lazarus. Desde entonces, ese edificio ha sido ampliamente rediseñado y ahora funciona como un desarrollo de condominios llamado Piatt Place.